# 티치노 동맹
티치노 동맹(티치노 同盟, 독일어: Liga der Tessiner, 리가 데어 테지네어[*], 프랑스어: Ligue des Tessinois, 이탈리아어: Lega dei Ticinesi)은 스위스의 지역주의 정당이다. 스위스의 하원인 국민의회에서는 1석을 보유하고 있다.
1991년에 창당된 정당으로 당의 노선은 국민보수주의, 우익대중주의, 고립주의의 스펙트럼을 가지고 있으며 중앙당사는 루가노에 위치한다.